# Cyriogonus triquetrus
Cyriogonus triquetrus är en spindelart som beskrevs av Simon 1886. Cyriogonus triquetrus ingår i släktet Cyriogonus och familjen krabbspindlar.
Artens utbredningsområde är Madagaskar. Inga underarter finns listade i Catalogue of Life.